# Mailson Lima
Mailson Lima Duarte Lopes, né le 29 mai 1994 à La Haye, est un footballeur international cap-verdien. Il joue au poste de milieu gauche à l'Ararat-Armenia.

## Biographie

### Carrière en club
Mailson réalise ses débuts en Eerste Divisie avec le Fortuna Sittard le 28 avril 2017, lors d'un match contre le RKC Waalwijk.
En janvier 2018, après un bref passage à Dordrecht où il joue 16 matches de championnat et marque cinq buts, Mailson signe un contrat d'un an et demi avec une option de deux ans supplémentaires avec l'équipe roumaine du Viitorul Constanța.
Le 26 février 2019, Lima signe au Ararat-Armenia. Le 17 septembre 2020, il inscrit un doublé lors du deuxième tour de la Ligue Europa, lors de la réception du CS Fola Esch, permettant à son équipe de s'imposer 4-3. Après avoir quitté l’Ararat-Armenia pour Dibba Al-Hisn en janvier 2021, Lima retourne à Ararat-Arménie le 6 juillet 2021.

### En équipe nationale
Lima reçoit sa première sélection en équipe du Cap-Vert le 1er juin 2018, à l'occasion d'une victoire amicale 3-2 contre l'Algérie.
Il figure ensuite à plusieurs reprises sur le banc des remplaçants lors des éliminatoires de la Coupe d'Afrique des nations 2019 puis lors des éliminatoires de la Coupe d'Afrique des nations 2021.

### Vie personnelle
Il est le frère aîné de Ronaldo Lima Duarte Lopes.

## Palmarès
| FC Viitorul - Coupe de Roumanie (1) : - Vainqueur : 2018-19. |  | FC Ararat-Armenia - Championnat d'Arménie (2) : - Champion : 2018-19 et 2019-20. - Supercoupe d'Arménie (1) : - Vainqueur : 2019. |